# Цитомегаловирусный ретинит
 Цитомегаловирусный ретинит  , также известный как  CMV ретинит  —  воспаление сетчатки глаза, способное привести к слепоте . Причиной является цитомегаловирус человека, поражающий в основном  людей с ослабленным иммунитетом.

## Представление
Цитомегаловирус человека (HCMV или CMV) является ДНК-содержащий вирус в семье Herpesviridae известный по производству крупных клеток с ядерными и цитоплазматическими включениями. Такие включения называются  эффектом  «совиный глаз».
CMV поражает около 40% населения мира, но у здоровых взрослых он обычно контролируется иммунной системой . Для людей с иммунодефицитом  от болезней, пересадки или химиотерапии , вирус не контролируется должным образом и может привести к повреждению глаз и остальных частей тела. ВИЧ-положительные люди подвергаются наибольшему риску, особенно когда число клеток CD4  является низким. CMV обычно способен к реактивации и может привести к системной инфекции у людей с ослабленным иммунитетом, таких как пациенты после трансплантации или тех, кто инфицирован ВИЧ.
Глаз страдает примерно в 30% случаев у пациентов с ослабленным иммунитетом, вызывая повреждения сетчатки. Симптомы могут включать помутнение зрения, боль в глазах, светобоязнь, покраснение и слепоту. Это может повлиять только на один глаз вначале, но затем может распространиться на другой.

## Лечение
Активный цитомегаловирусный ретинит лечится увеит и глазным специалистом иммунологии.
Вследствие того, что вирус так поражает зрение, он как правило, лечится у витреоретинального хирурга  противовирусными препаратами , такими как ганцикловир или фоскарнет , которые принимаются перорально, внутривенно, вводят непосредственно в глаз ( инъекции в стекловидное тело ), или через интравитреальный имплантат .
Fomivirsen (торговая марка Vitravene), первый антисмысловой препарат должен был быть одобрен  FDA, был утверждён в августе 1998 года в качестве внутриглазных инъекций для лечения цитомегаловирусного ретинита.

## Факторы риска
Системное использование кортикостероидов в последнее время было причастно к росту риска CMV ретинита у больных СПИДом.

## Связанные условия
О наличии CMV ретинита у пациента с дерматомиозитом впервые было сообщено в 2007.